# Melongena corona
Espèce
Melongena corona est une espèce de mollusques gastéropodes marins appartenant à la famille des Melongenidae.
- Répartition : de la Floride au Mexique.
- Longueur : 13 cm.

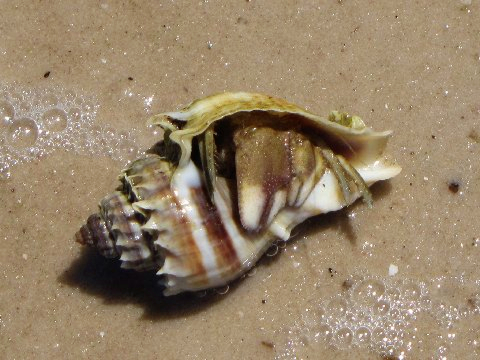
La coquille d'un M. corona occupée par un Bernard l'ermite.
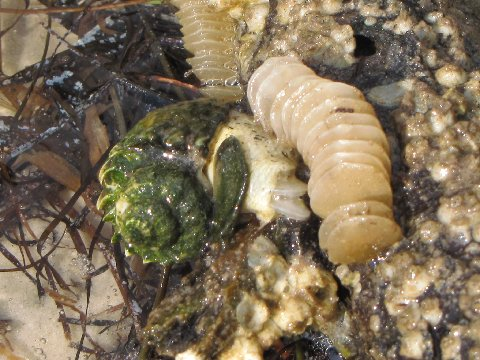
Un M. corona en train de déposer ses œufs.

## Source
- Arianna Fulvo et Roberto Nistri (2005). 350 coquillages du monde entier. Delachaux et Niestlé (Paris) : 256 p.  (ISBN 2-603-01374-2)